# Ischnostrangalis antennalis
Ischnostrangalis antennalis là một loài bọ cánh cứng trong họ Cerambycidae.